# Origny-Sainte-Benoite
Origny-Sainte-Benoite ist eine französische Gemeinde mit 1.612 Einwohnern (Stand: 1. Januar 2022) im Département Aisne in der Region Hauts-de-France; sie gehört zum Arrondissement Saint-Quentin und zum Kanton Ribemont.

## Geografie
Die Gemeinde Origny-Sainte-Benoite liegt am Westrand der Thiérache, etwa 20 Kilometer östlich von Saint-Quentin am östlichen Ufer des Flusses Oise sowie am parallel verlaufenden Sambre-Oise-Kanal. Nachbargemeinden von Origny-Sainte-Benoite sind Neuvillette im Nordwesten und Norden, Mont-d’Origny im Norden, Macquigny im Nordosten, Landifay-et-Bertaignemont im Osten, Parpeville im Südosten und Süden, Pleine-Selve im Süden, Ribemont im Süden und Südwesten sowie Thenelles im Westen.

## Bevölkerungsentwicklung
| Jahr      | 1962 | 1968 | 1975 | 1982 | 1990 | 1999 | 2006 | 2012 | 2022 |
| --------- | ---- | ---- | ---- | ---- | ---- | ---- | ---- | ---- | ---- |
| Einwohner | 2135 | 2366 | 2341 | 2260 | 2145 | 1769 | 1701 | 1706 | 1612 |

## Sehenswürdigkeiten
- Kirche Sainte-Benoîte-et-Saint-Vaast
- Kapelle in Courjumelles
- Calvaire
- Reste der früheren Benediktinerinnenabtei
- Wasserturm
- französischer Soldatenfriedhof (Nécropole nationale)
- Deutscher Soldatenfriedhof, auf dem fast 4000 Soldaten aus dem Ersten Weltkrieg bestattet sind

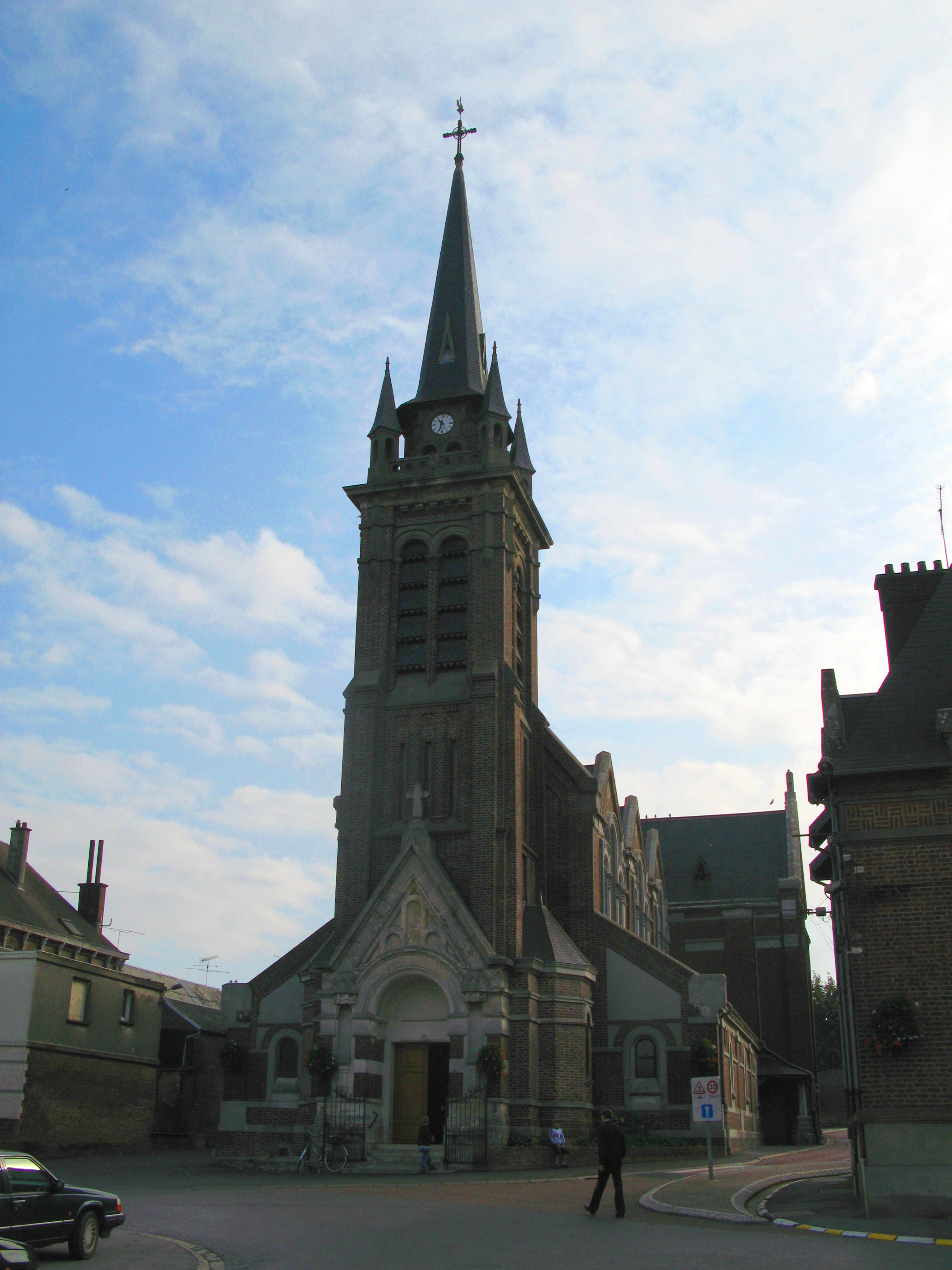
Kirche Sainte-Benoîte-et-Saint-Vaast
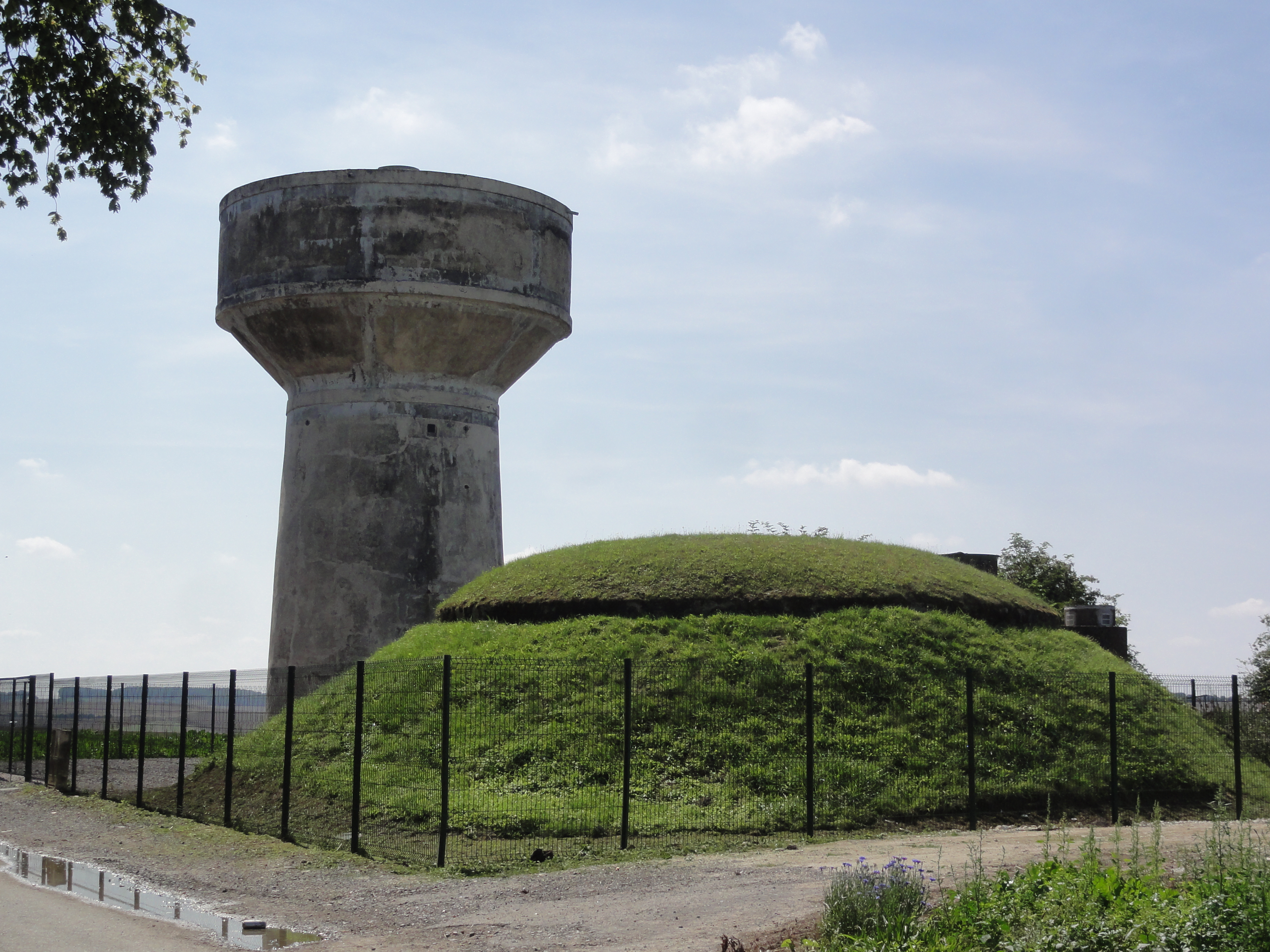
Wasserturm
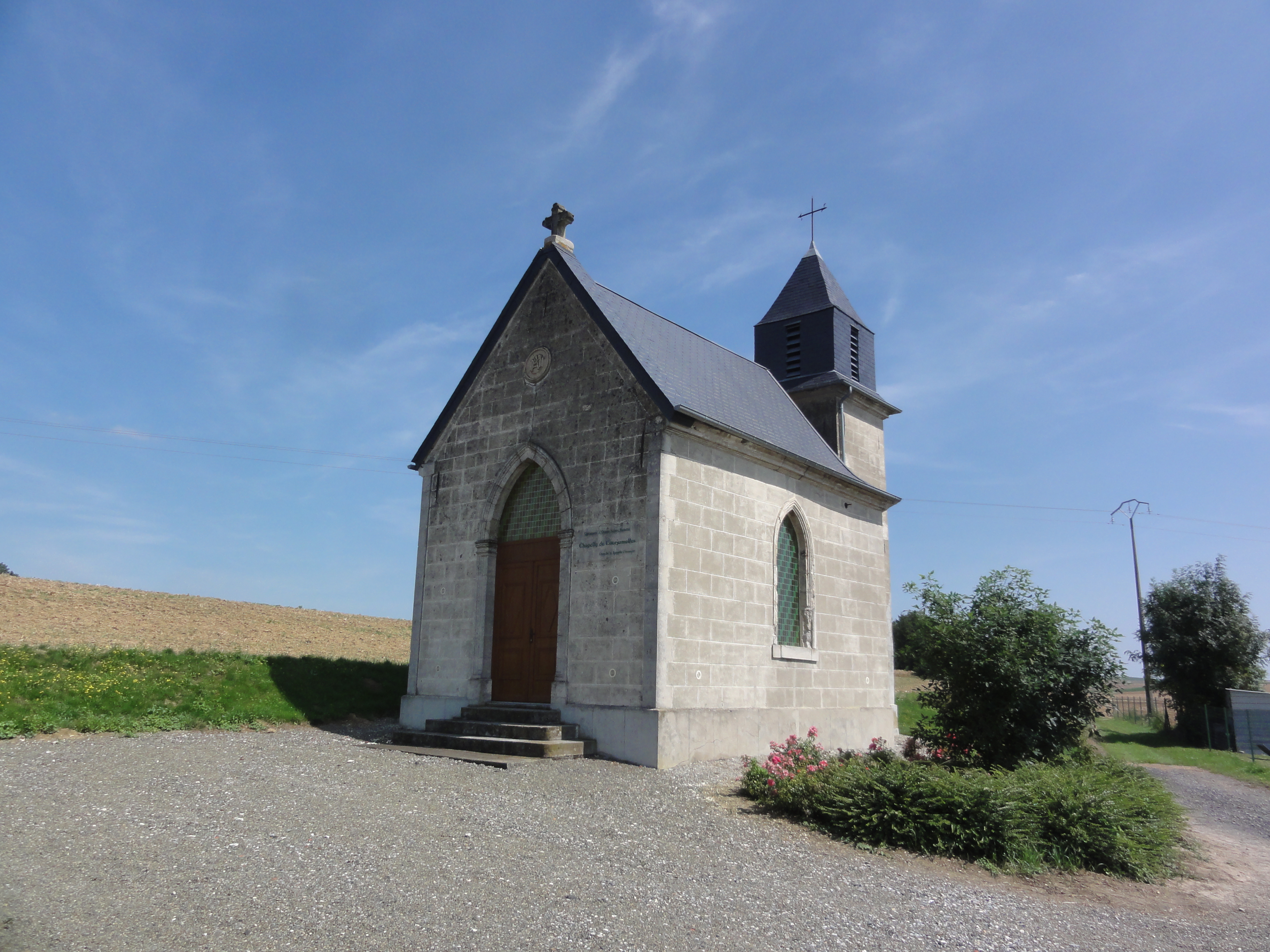
Kapelle im Ortsteil Courjumelles
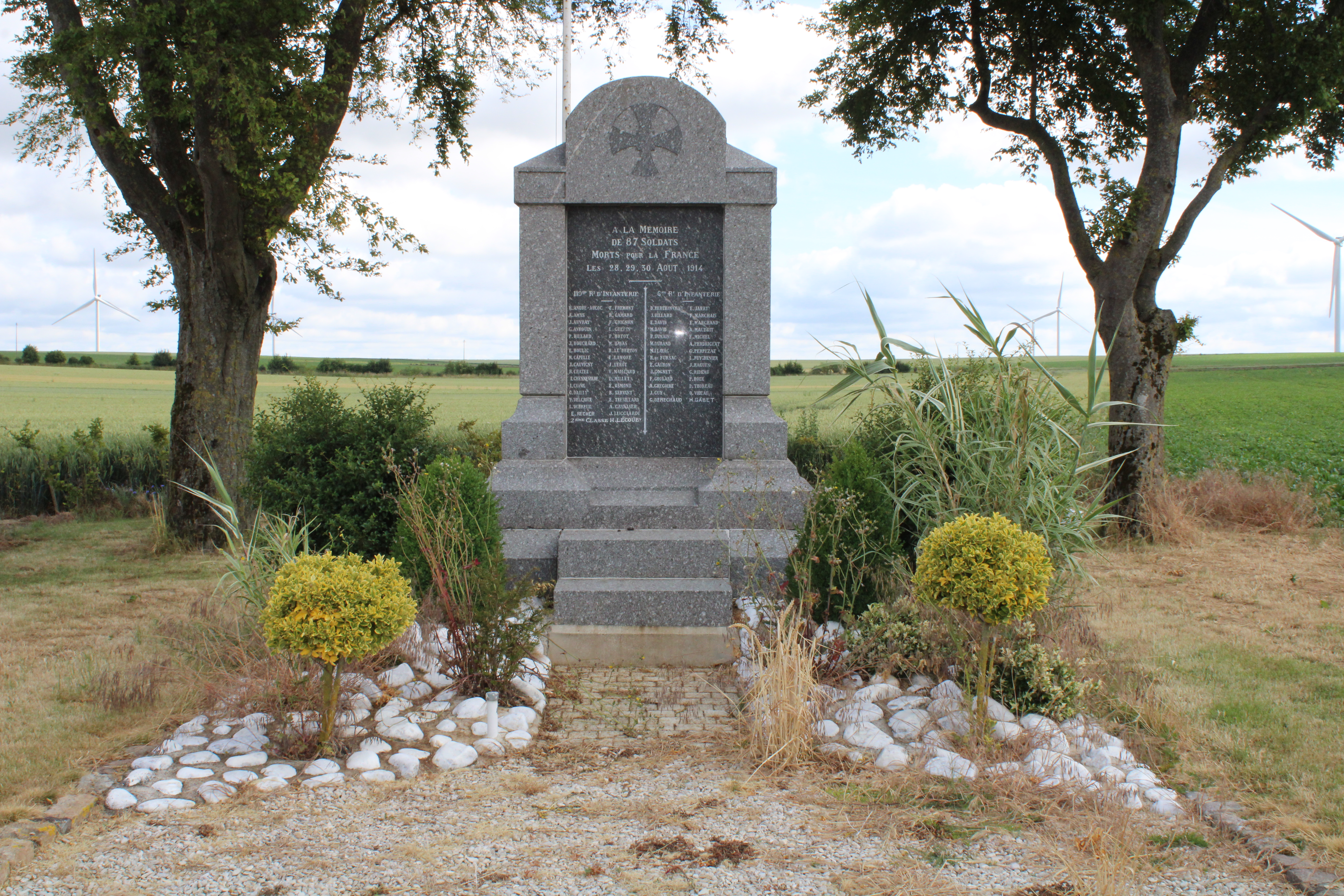
Nécropole nationale
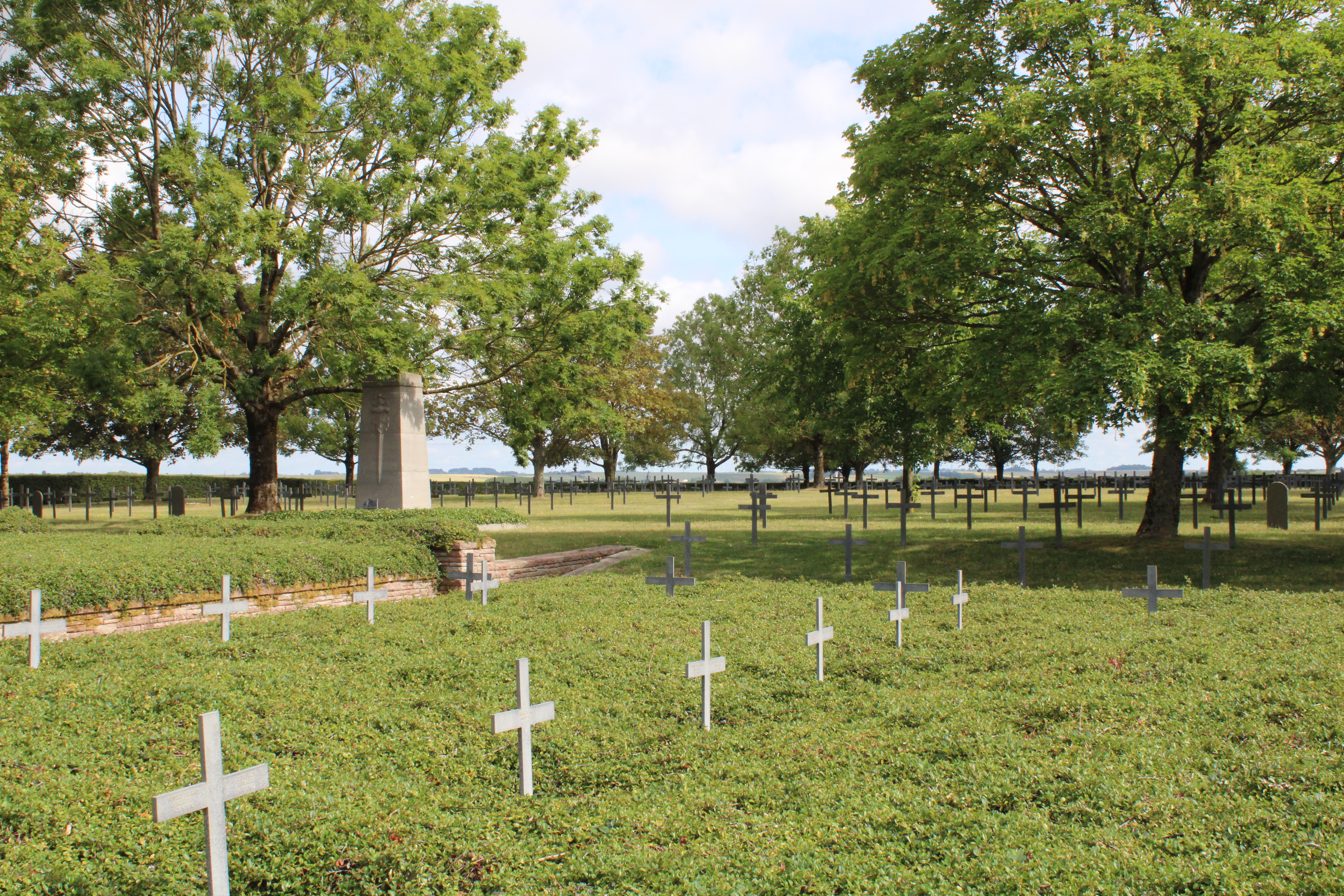
Deutscher Soldatenfriedhof
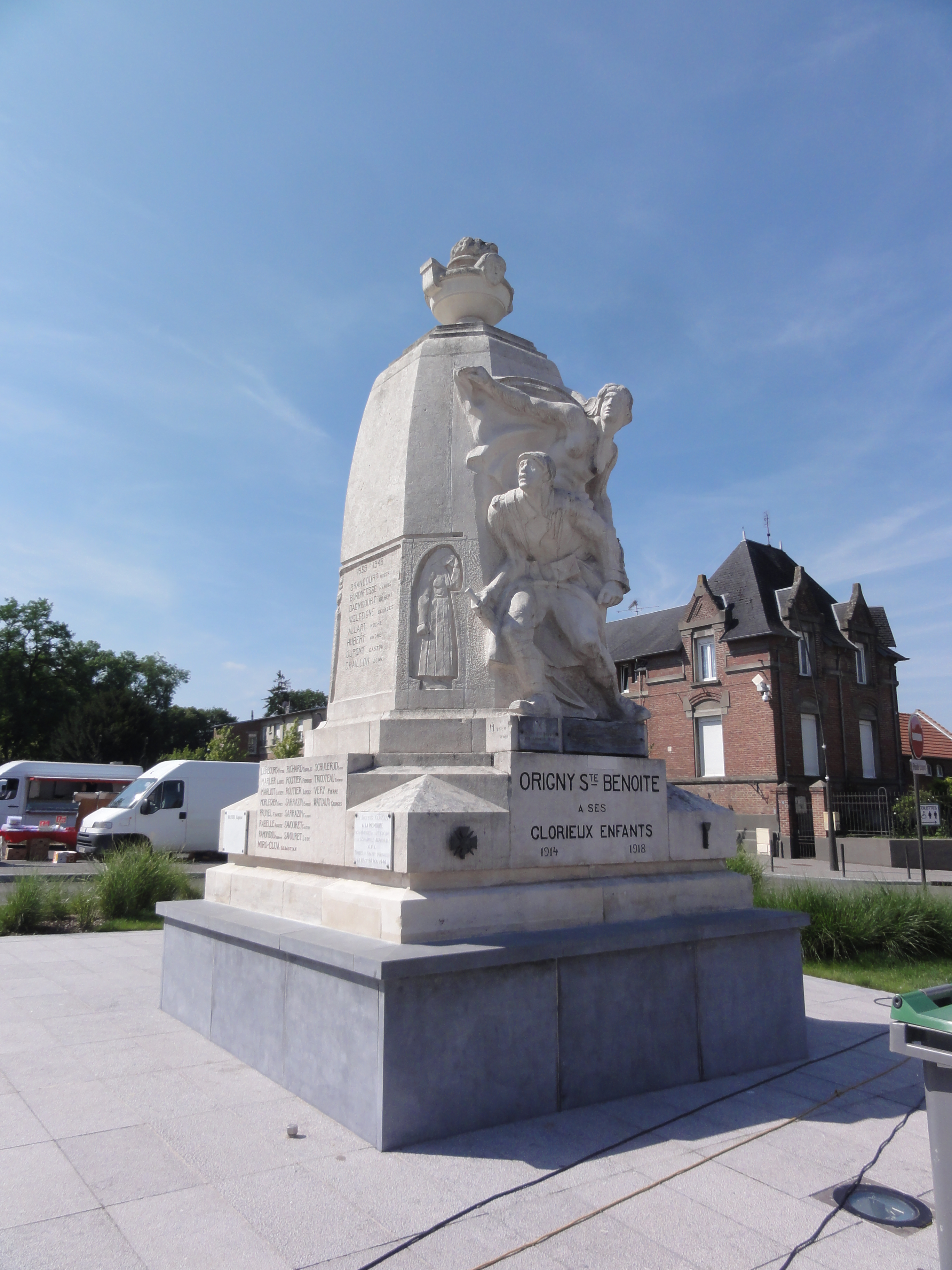
Gefallenendenkmal

## Wirtschaft
In der Gemeinde liegt der rechtliche Sitz der Tereos, einem französischen Zuckerhersteller. Die Verwaltung befindet sich allerdings in Moussy-le-Vieux bei Paris. 

## Persönlichkeiten
- Jean-Baptiste Godart (1775–1825), Entomologe
- René Dosière (* 1941), Politiker